# 勒博诺
勒博诺（法語：Le Bono，法語發音：[lə bɔno]；2023年之前名为博诺 (Bono)）是法国莫尔比昂省的一个市镇，属于洛里昂区。

## 地理
勒博诺（47°38'25"N, 2°57'3"W）面积5.96 平方千米，位于法国布列塔尼大區莫尔比昂省，该省份为法国西北部沿海省份，位于布列塔尼半岛南部，北起阿摩尔滨海省、西接菲尼斯泰尔省，南濒大西洋，东南接大西洋卢瓦尔省，东临伊勒-维莱讷省。
与勒博诺接壤的市镇（或旧市镇、城区）包括：普吕讷雷特、普卢古默朗、巴当。
勒博诺的时区为UTC+01:00、UTC+02:00（夏令时）。

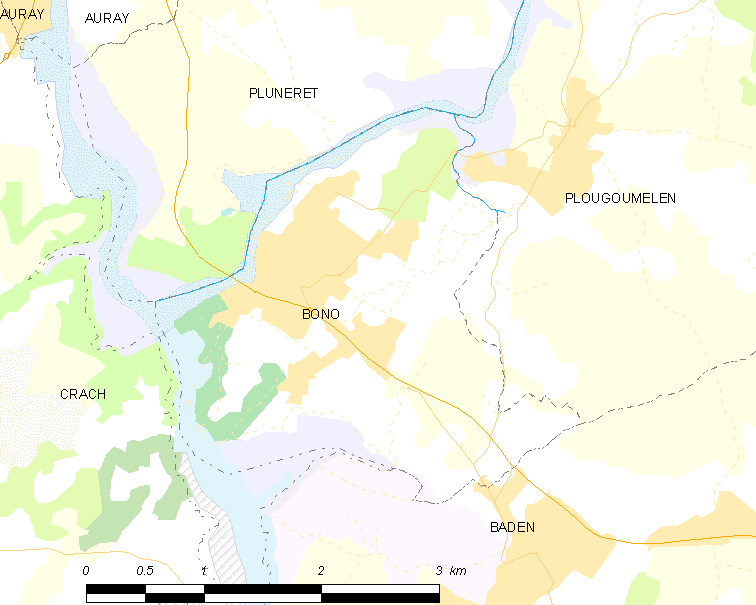
勒博诺的OSM定位图

## 行政
勒博诺的邮政编码为56400，INSEE市镇编码为56262。

## 政治
勒博诺所属的省级选区为瓦讷第二县。

## 人口

1962-2008年间勒博诺人口变化图示

勒博诺于2022年1月1日时的人口数量为2594人。